# Palazzo Gondi
Palazzo Gondi si trova in piazza San Firenze 1-2, a un isolato da piazza della Signoria, con affaccio anche su via de' Gondi 2-4, a Firenze. Oggi è uno dei pochi palazzi fiorentini che appartiene ancora ai discendenti della famiglia che lo fece costruire. 
Il palazzo appare nell'elenco redatto nel 1901 dalla Direzione Generale delle Antichità e Belle Arti, quale edificio monumentale da considerare patrimonio artistico nazionale, ed è citato nel vincolo UNESCO del centro storico. 

## Storia

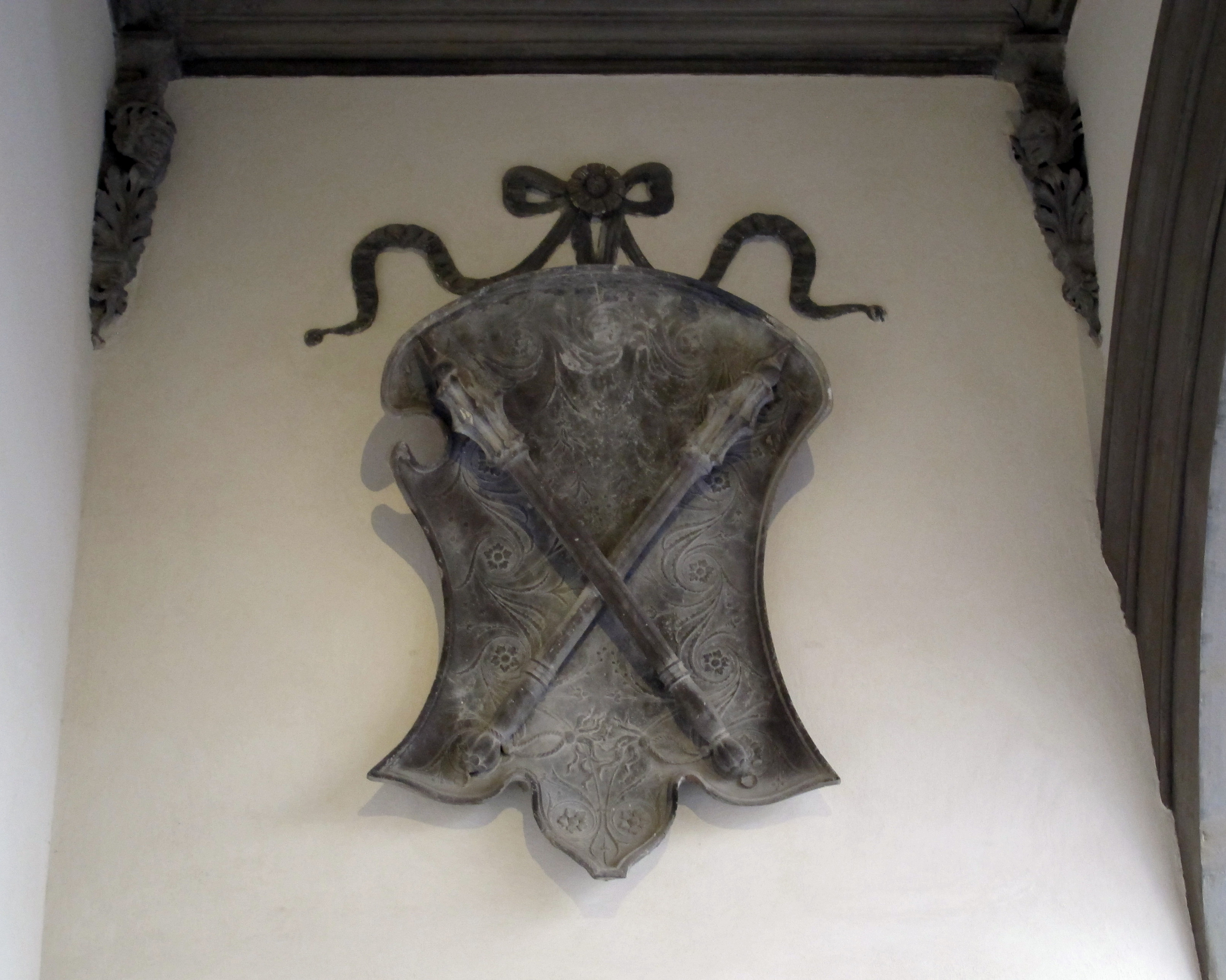
Stemma Gondi nel cortile

Su questa porzione della città si estendeva nell'antichità una porzione del teatro romano, di cui restano tracce dei setti murari delle antiche burelle e dell'inclinazione del calpestio tra piazza della Signoria e piazza San Firenze. Il primo Gondi a risiedere in questa zona fu Giuliano il Vecchio, marito di Maddalena Strozzi, che qui acquistò una casa nel 1455, successivamente ingrandita con varie case dei Giugni, degli Asini (nel 1489, per 1200 fiorini), del Tribunale della Mercanzia (una torre, nel 1480, dove aveva vissuto Leonardo da Vinci) e dello stesso Comune, poi demolite per far posto a un nuovo palazzo. Grazie anche al beneplacito di Lorenzo il Magnifico, col quale barattò alcuni beni immobili, all’inizio del 1489 iniziò i lavori per costruire il palazzo familiare.
Questo nuovo, grande edificio fu progettato da Giuliano da Sangallo nel 1490 per Giuliano di Lionardo Gondi, prendendo come esempio altri importanti palazzi signorili in città, come palazzo Medici e palazzo Strozzi, ma con una rinnovata rilettura stilistica. Tra gli elementi mutuati da queste opere precedenti c'è la forma cubica impostata attorno a un cortile centrale, il bugnato digradante verso l'alto su ciascuno dei tre piani, le finestre centinate sulle cornici marcapiano, il cornicione. Giuliano da Sangallo disegnò inoltre la Cappella Gondi in Santa Maria Novella.

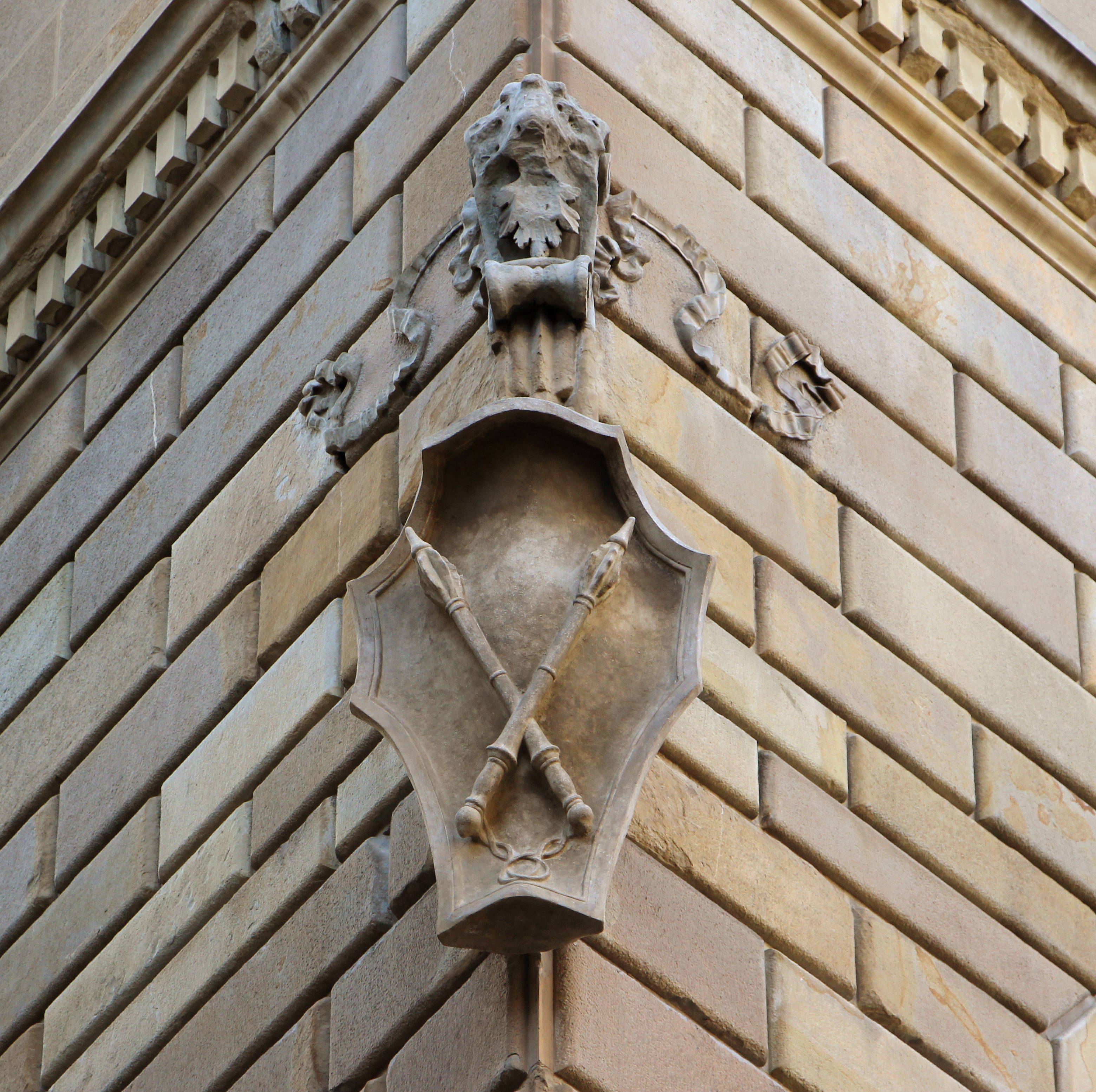
Stemma sulla cantonata del palazzo

Il palazzo ebbe comunque un iter costruttivo molto lento e rimase incompleto per diversi secoli. Nel 1495 ospitò Guidobaldo da Montefeltro, in visita alla città. Dal testamento dello stesso Giuliano redatto nel 1501 si può dedurre come in tale data il nuovo palazzo fosse già abitato, benché non ancora terminato e, nonostante il documento obbligasse gli eredi a portarlo "a perfezione" (non è chiaro se estendendosi sul lato sinistro o su quello destro), i desideri del testatore non furono pienamente soddisfatti.
Tra la fine del Seicento e l'inizio del Settecento, su incarico di Vincenzio e Angelo di Amerigo Gondi, vi lavorarono Antonio Maria Ferri per l'architettura e Matteo Bonechi per la decorazione pittorica. Furono costruite delle nuove scuderie e ristrutturati al primo piano alcuni ambienti di abitazione. Fino al 1870 il palazzo si presentava su tre piani distribuiti per sei assi, con due portoni, a guardare la piazza, ma sull'attuale via dei Gondi il palazzo era affiancato dall'antico edificio della famiglia degli Asini, che venne demolito verso il 1870 per allargare la strada che fiancheggiava Palazzo Vecchio, nell'ambito dei "risanamenti" durante e dopo il periodo di Firenze Capitale. La sistemazione del lato sud del palazzo venne curata, tra il 1870 e il 1874, da Giuseppe Poggi, l'architetto del piazzale Michelangelo e dei viali di Circonvallazione, che bilanciò la facciata dandole la simmetria con un nuovo asse di finestre e una terza porta su piazza San Firenze, e cercò di mascherare con alcuni accorgimenti il fatto che la nuova forma del palazzo non fosse ormai più ad angolo retto, ma caratterizzata da uno spigolo acuto sul lato nuovo sinistro della facciata. 
Leonardo da Vinci abitava in una delle case distrutte per ampliare il palazzo, affittata da suo padre ser Piero per 30 fiorini l'anno proprio dai Gondi, ai quali aveva affidato anche l'esecuzione delle sue disposizioni testamentarie, per la parte fiorentina, prima di partire per la Francia; da una finestra di questa abitazione disegnà il cadavere di Bernardo Bandini, appeso a palazzo Vecchio dopo la congiura dei Pazzi e si dice che proprio qui avesse dipinto La Gioconda (tradizione però basata solo su calcoli ipotetici, e non suffragata da reali documenti), e in ricordo di questo prestigioso primato fu posta nell'androne su via de' Gondi un'iscrizione dettata da Cesare Guasti:
| LEONARDO DA VINCI VISSE LA BENAUGURATA GIOVINEZZA IN UNA CASA DELL'ARTE DEI MERCATANTI CHE DA GIULIANO GONDI FU COMPRATA E DISFATTA NEL MURARE QUESTO PALAGIO AL QUALE DANDOSI PERFEZIONE NEL MDCCCLXXIII IL COMUNE E IL SIGNORE CONCORDI VOLLERO CHE LA MEMORIA DI TANTO NOME AL NOBILE E VAGO EDIFICIO ACCRESCESSERO DECORO |

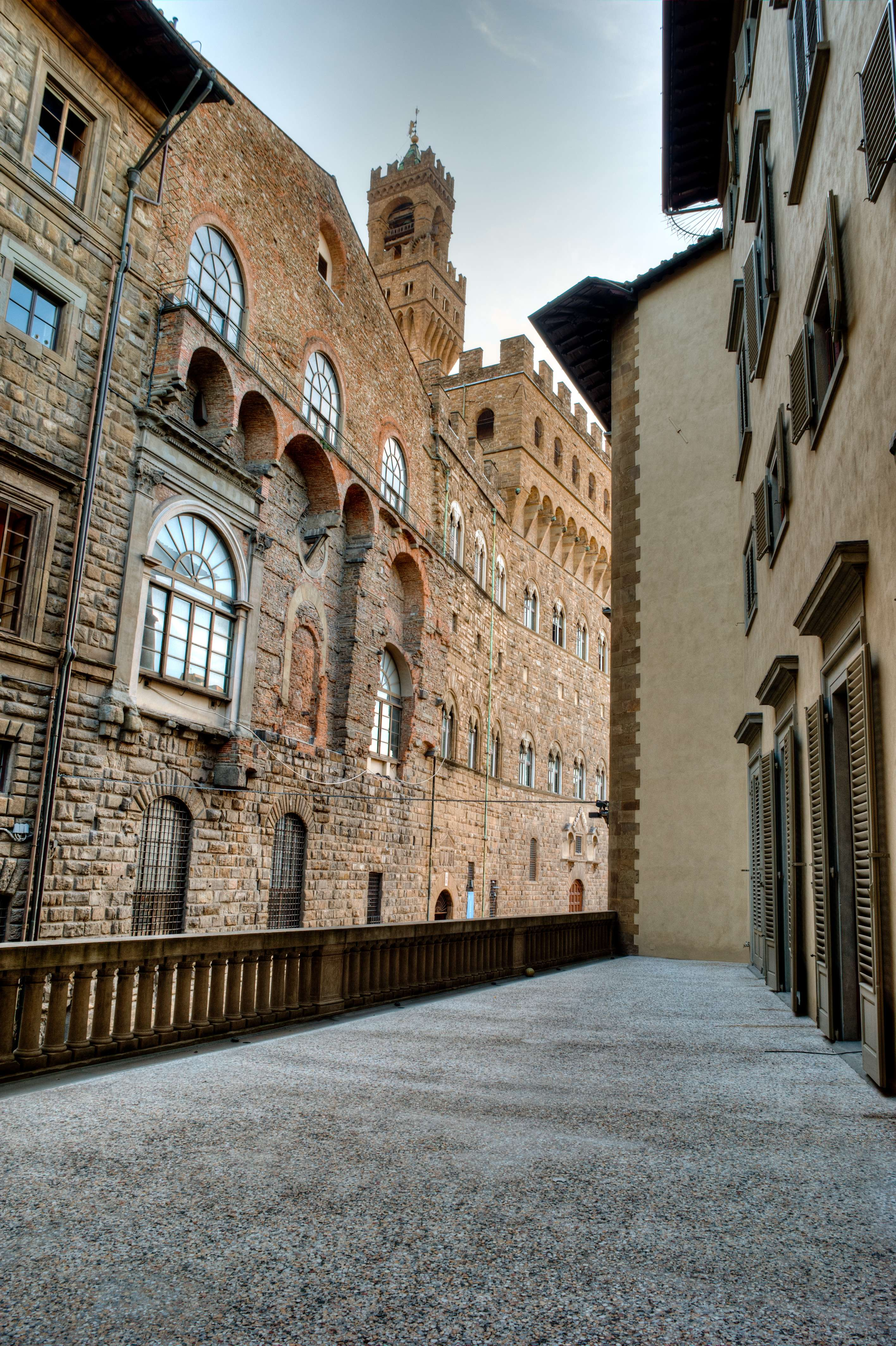
Veduta dalla terrazza su palazzo Vecchio

Nel 1874 il palazzo poteva dirsi finalmente terminato, con l'apposizione dello stemma dei Gondi su quello che era diventata la cantonata laterale (d'oro, a due mazze decussate di nero, legate di rosso, sostituito nel 1972 da una copia realizzata dallo scultore Mario Moschi). Per rendere omogenei i fronti fu eseguita un'attenta scelta dei pietrami impiegati, tuttavia facilmente distinguibili guardando al prospetto principale.
Palazzo Gondi nel ventesimo secolo si identifica con la vita di Amerigo Gondi, conosciuto universalmente come Bibi, era nato nel 1909, figlio di Guido e di Isabella Ginori, nipote di Eugenio. Nell'aprile del 1954 Amerigo incaricò l’architetto Emilio Dori della progettazione e la direzione dei lavori dell’ultimo piano del palazzo, mettendo in opera un recupero molto equilibrato, che lasciò intatta l’antica altana rinascimentale che si affaccia sulla facciata del complesso di San Firenze e vari terrazzi a più livelli, tra cui un piccolo giardino pensile disegnato dall'architetto paesaggista Pietro Porcinai (1957) presso la terrazza nord, orientata a guardare la cattedrale. Tra il 1960 e il 1972 proseguirono vari lavori di manutenzione e abbellimento, sempre sotto la direzione dell’architetto Dori, come la sostituzione dello stemma della cantonata con una copia realizzata dallo scultore Mario Moschi nel 1972 (per ragioni conservative e di sicurezza pubblica). Anche palazzo Gondi subì i danni dell’Alluvione del 1966, tale calamità è ricordata con una piccola lapide posta nell'ingresso ad un’altezza del piano di calpestio di circa 3 metri. Nel 2005 Bernardo Gondi ereditò il palazzo e con sua moglie Vittoria intraprese dei lunghi restauri conservativi della durata di sei anni seguiti dall'architetto Paolo Fiumi.
Oggi appartiene ancora ai discendenti della famiglia, ed è in parte visitabile su appuntamento. Al pian terreno si trovano un bar e altri esercizi commerciali.
Nel 2008 un cantiere ha restaurato la facciata ottocentesca, le coperture e il cortile.

## Descrizione

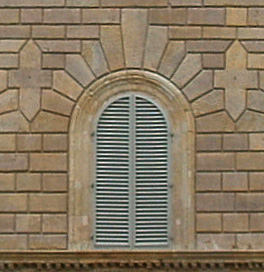
Disegno delle bugne delle finestre

### Esterno
Rispetto ai suoi modelli, il Sangallo seppe impostare un'evoluzione nell'uso degli elementi tipici fiorentini, facendone uno degli esempi più riusciti palazzi dell'epoca. Il palazzo si sviluppa attorno a un cortile monumentale, porticato su quattro lati. Le facciate sono disegnate su tre ordini, con bugnato digradante in pietra forte. Il piano terreno si presenta caratterizzato da ricorsi di bugne a cuscino, con tre portali incorniciati ad arco e piccole finestre quadre. Il primo piano è a bugne piatte e l'ultimo a paramento liscio, ambedue con finestre centinate (in origine spartite a croce guelfa e lunetta soprastante, fino alle ristrutturazioni ottecentesche - una lunetta quattrocentesca con mazze d'armi araldiche si trova oggi esposta nel cortile) che ripetono la forma dei portali.  L'elemento più innovativo è il disegno delle finestre, con il profilo delle pietre disposto a raggiera, che assomiglia alle sfaccettature di una pietra preziosa, mentre fra una finestra e l'altra ci sono pietre a croce modificata con due lunghi bracci e due corti, le cui estremità finiscono a punta. Le finestre del secondo piano inoltre vennero realizzate impercettibilmente più alte, per compensare otticamente lo scorcio prospettico.
Altri elementi architettonici sono la panca di via, che crea una specie di zoccolo in pietra attorno al palazzo, l'elegante cornicione a mensole di modesto aggetto, e l'altana, con colonne sulla sommità del palazzo, in asse con il portone al n. 2. Dal portone al n. 1 (con due bei ferri portabandiera ai lati) si accede al cortile.
La facciata su via dei Gondi, di Giuseppe Poggi, mostra cinque assi e tre portali, con'ampia terrazza triangolare al piano nobile, affacciata su palazzo Vecchio. Al Poggi spetta anche l'ulteriore asse sulla cantonata e il terzo portale, che diede simmetria al progetto sangallesco, col portale mediano che trovò giustamente corrispondenza con il centro del cortile. Per questi lavori il Poggi utilizzò molti materiali di recupero dalle case distrutte: capitelli, colonne e le bozze della famosa torre.

### Cortile

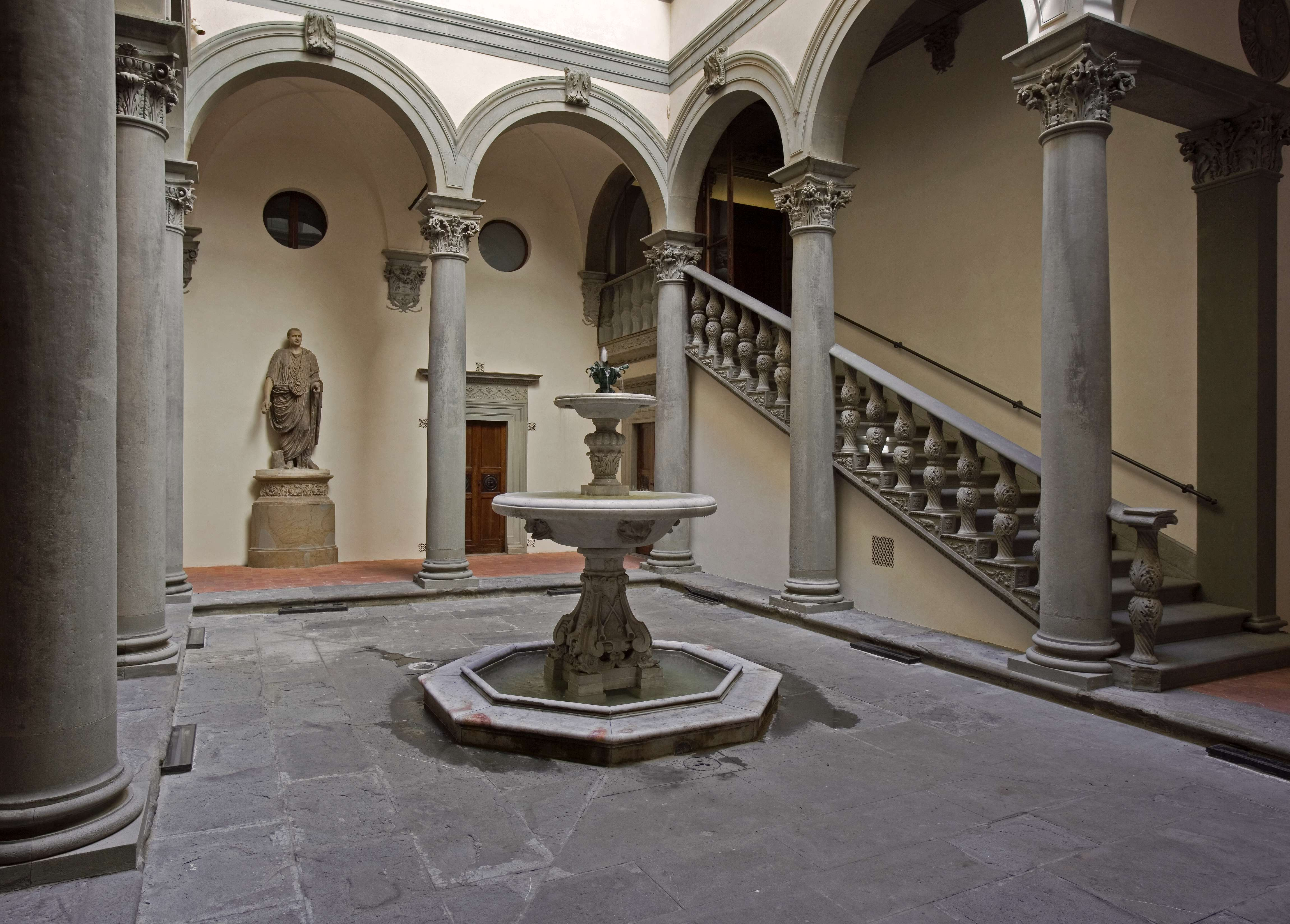
Il cortile

Il palazzo si sviluppa intorno a un monumentale cortile centrale, porticato su quattro lati con colonne corinzie a tre e a due arcate per lato (i capitelli sono leggermente differenziati l'un l'altro). Al centro vi si trova una fontana a doppia tazza del 1652, che sfrutta per antica concessione granducale l'acqua proveniente dal giardino di Boboli, che alimenta anche la fontana del Nettuno. 
Sotto il porticato è presente una statua togata di epoca romana detta tradizionalmente il senatore Macrino (II secolo d.C.), proveniente forse dal vicino teatro romano o dalle antiche terme, già destinata, secondo Vasari, a ornare la fiancata del palazzo. Vi si trovano inoltre vari stemmi Gondi, con le mazze incrociate. È stato scritto sul cortile: "più che essere un compromesso tra l'esterno e l'interno e segnare il passaggio dalla vivacità della strada alla quiete della casa, qui sembra già far parte dell'appartamento, e ci si stupisce di non trovarvi qualche mobile che l'arredi".

### Scalone

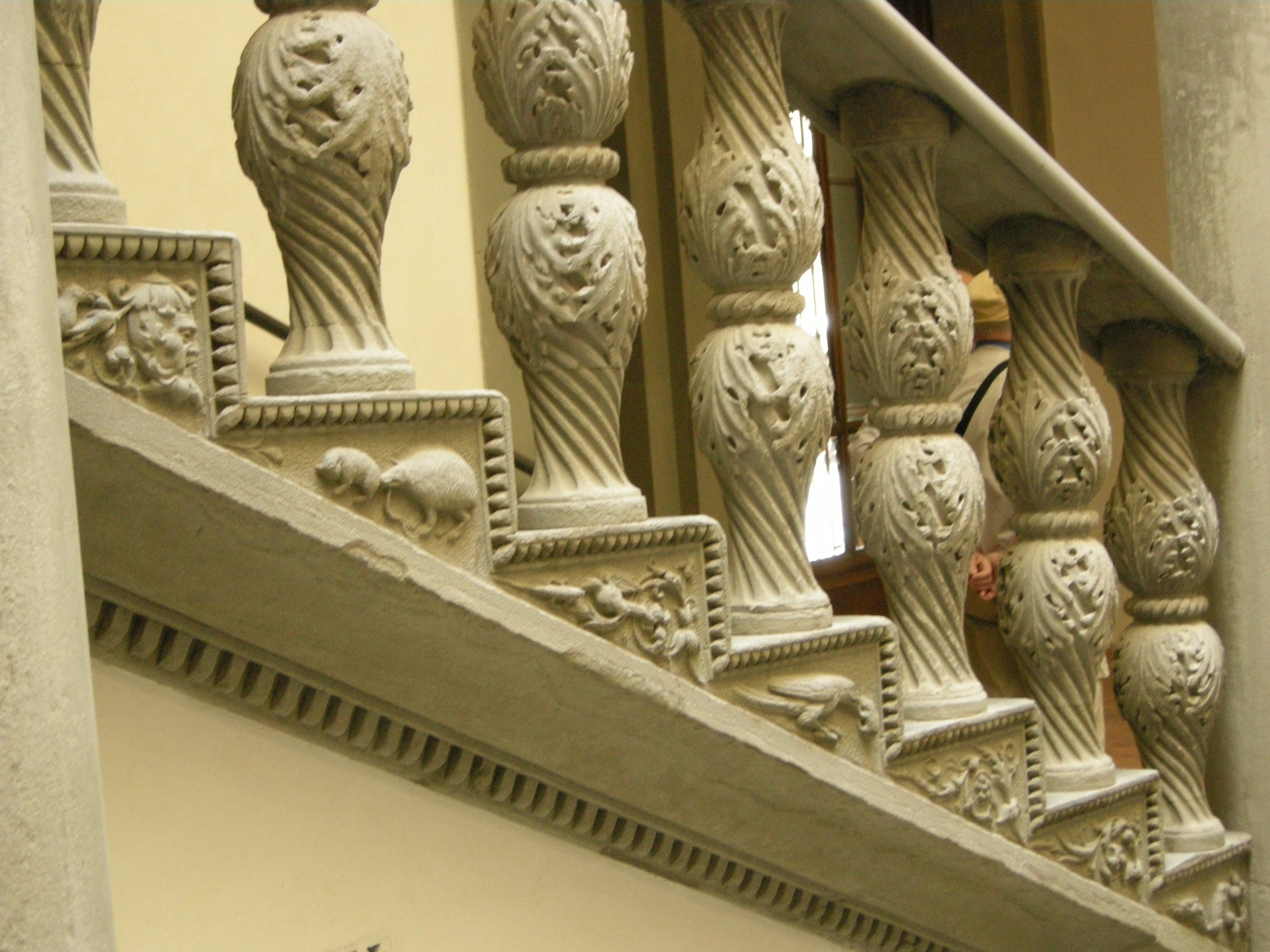
La scalinata del Sangallo

Da qui, sul lato settentrionale, inizia lo scalone monumentale del Sangallo, per i piani superiori, coi gradini decorati sul profilo da figure zoomorfe e fitomorfe (gli originali, venduti a Stefano Bardini, sono oggi al Victoria and Albert Museum). Su ogni gradino della scalinata si trovano degli innovativi balaustri decorati con scanalature a tortiglione e foglie di acanto. Il Sangallo usò per il soffitto, dei riquadri di pietra ricoperti di decorazioni che parlano della ricchezza dei Gondi e delle loro relazioni sociali: delle cornucopie appaiate stracolme di fiamme stanno accanto a dei diamanti con lingue di fuoco che circondano un diamante centrale decorato con foglie. Sia le cornucopie che i diamanti, emblemi personali di Giuliano Gondi, comunicano ricchezza e abbondanza. Dei nastri che recano iscritte le lettere SIN tengono legate insieme le cornucopie. Secondo Corbinelli, SIN pare si riferisca al motto di Giuliano Non Sine Labore, composto come dono per il mercante fiorentino dal re di Napoli e da suo figlio Alfonso, duca di Calabria. 
Il Poggi, inoltre per facilitare l’accesso al piano nobile dall'androne delle carrozze, ideò una nuova rampa di scale, che senza passare dall'esterno del cortile come l’antica che portava direttamente al vestibolo del salone, duplicando specularmente quella originale del Sangallo.

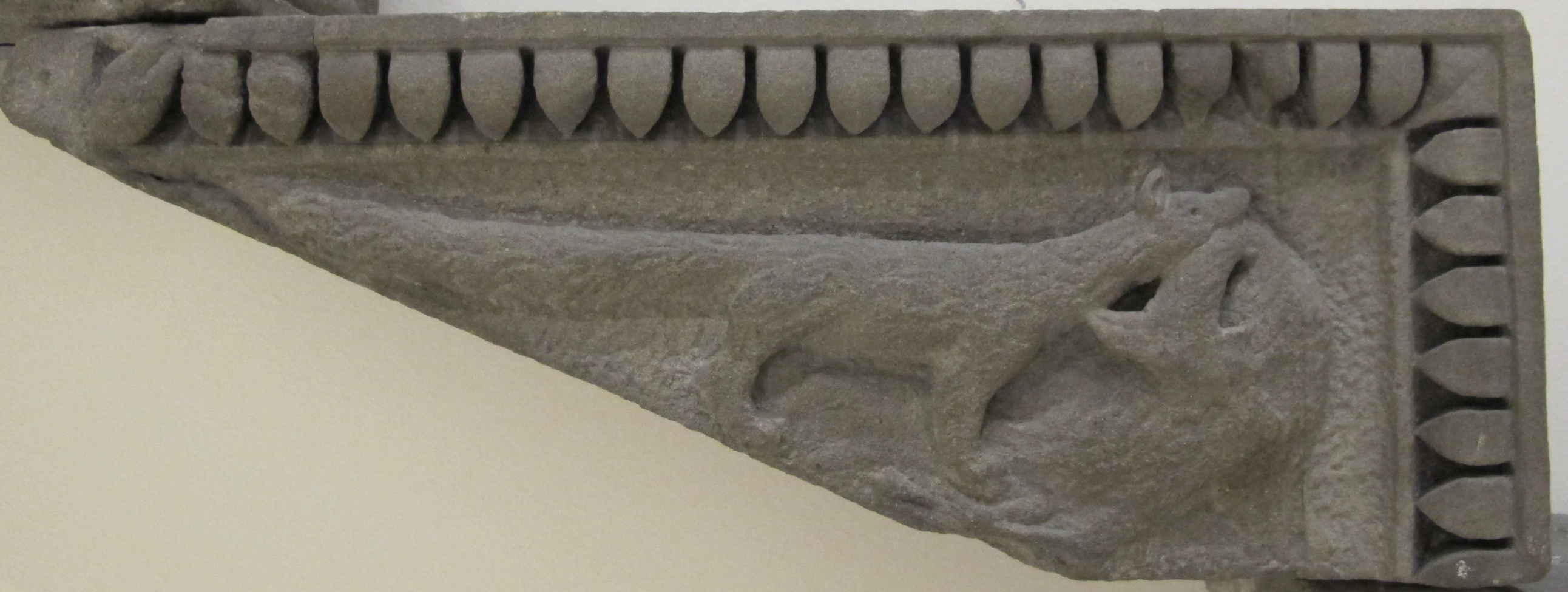
Un gradino del Sangallo al V&A Museum
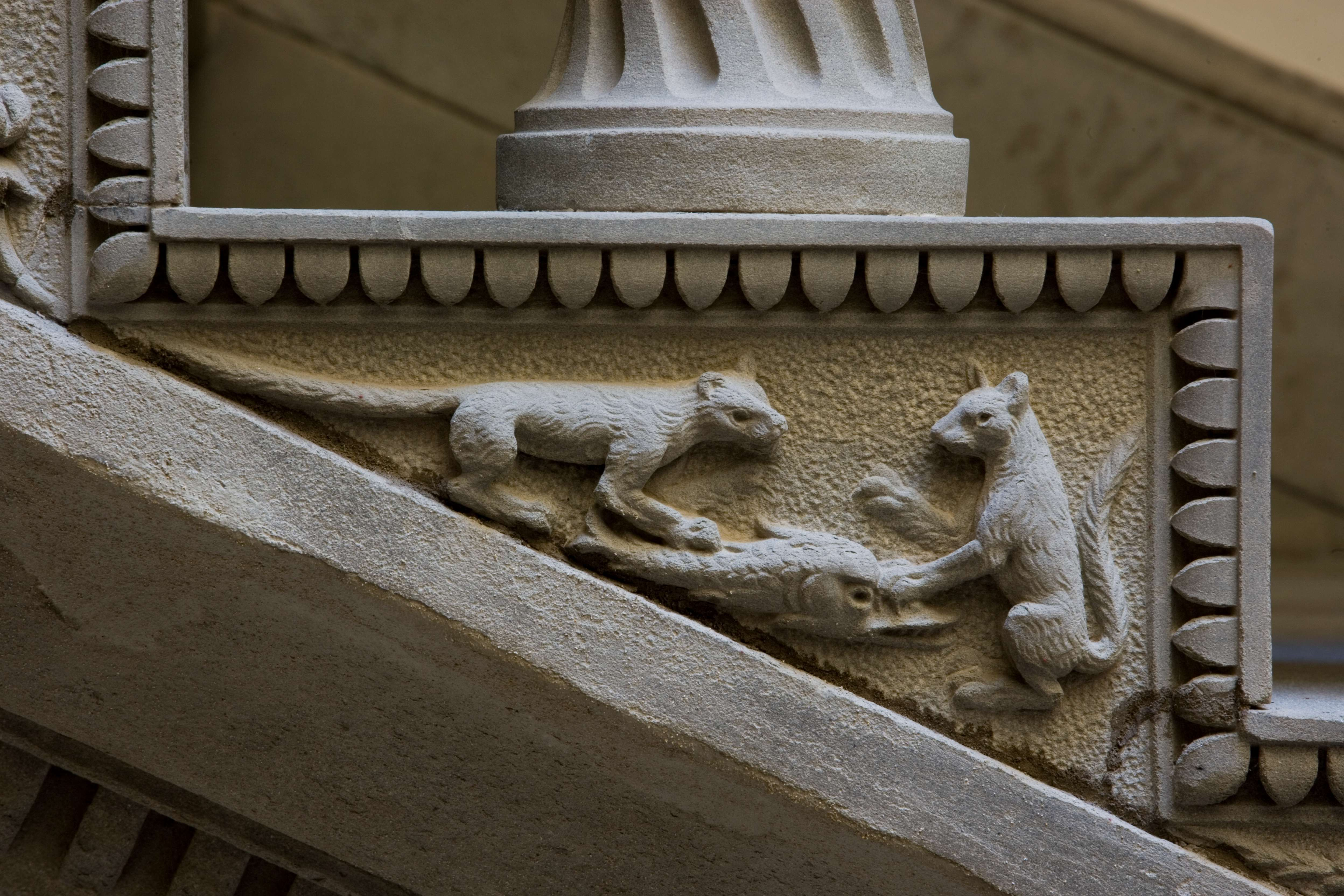
Un gradino in situ, rifatto nel XIX secolo

### Piano nobile

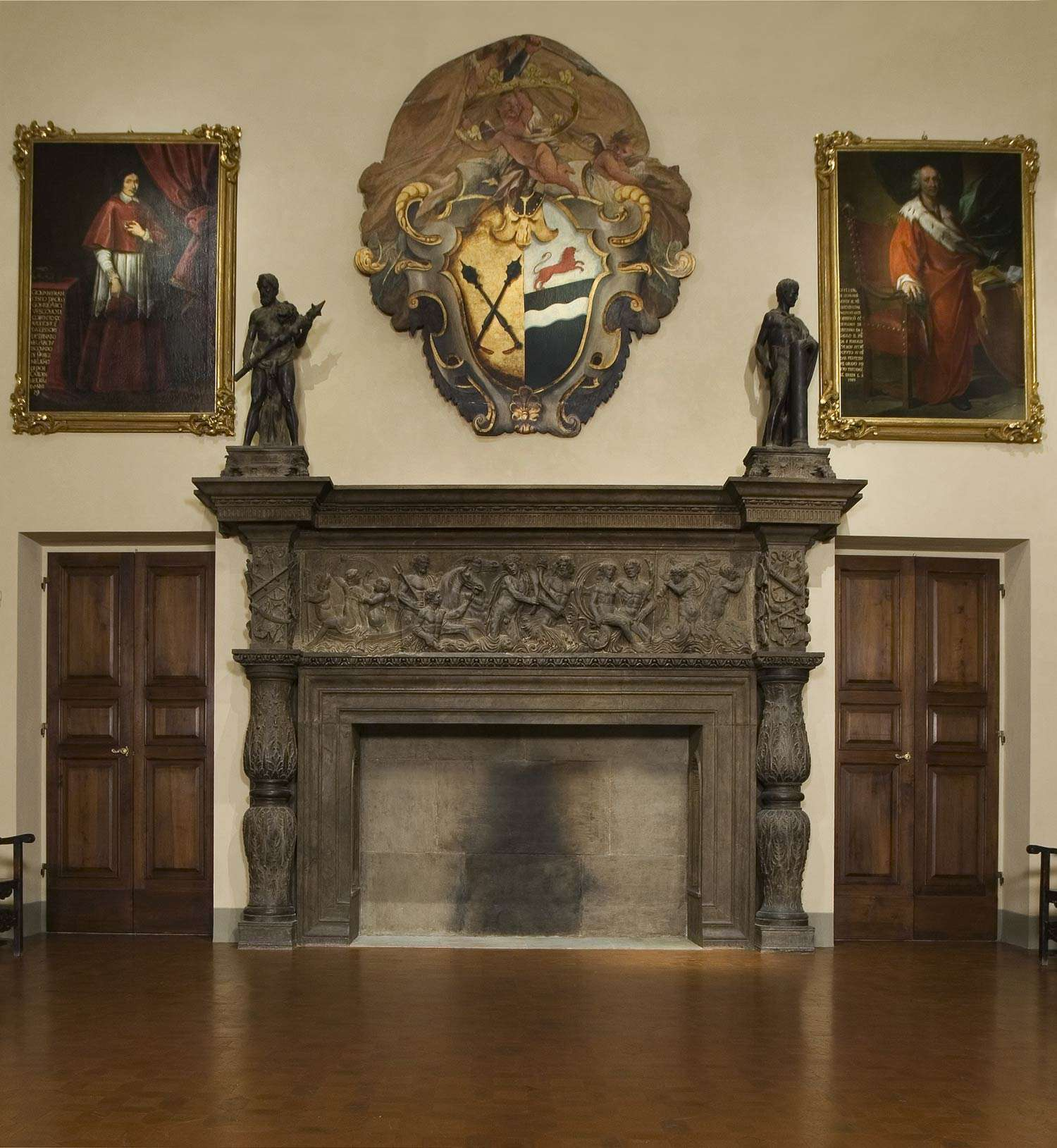
Il camino monumentale

Al piano nobile, un sontuoso vestibolo con decori a rilievi di pietra serena simili a quelli dello scalone, introduce al grande salone dove è conservato, oltre agli undici grandi ritratti dei più importanti membri di Casa Gondi del ramo francese partendo da Giuliano il Vecchio, il bellissimo e monumentale camino di pietra, realizzato su disegno sempre di Giuliano da Sangallo tra il 1501 e il 1505. Ricco di bassorilievi allegorici e coronato da due grandi statue, Ercole e Sansone, costituisce in sé uno dei più importanti esempi di camino cinquecentesco fiorentino ancora integro nella sua collocazione originaria.
Al 1710 risale l'alcova, eseguita in occasione del matrimonio di Angelo Gondi con Elisabetta, figlia del senatore Filippo Cerretani. Qui i rilievi in stucco con gli angeli che sorreggono lo stemma Gondi sono di Giovanni Battista Ciceri, gli affreschi della volta sono di Matteo Bonechi, e quadrature di Lorenzo Del Moro (decorazione dei palchi, delle spallette e degli imbotti delle finestre). 
Tra l'alcova e il salone si trovano il corridoio del Tempo che ghermisce la Bellezza, la Sala dei Paesaggi con due vedute di Niccolò Connestabile, e la Sala di Giove ed Ebe, cone decorazioni di Luigi Catani.

### Altro

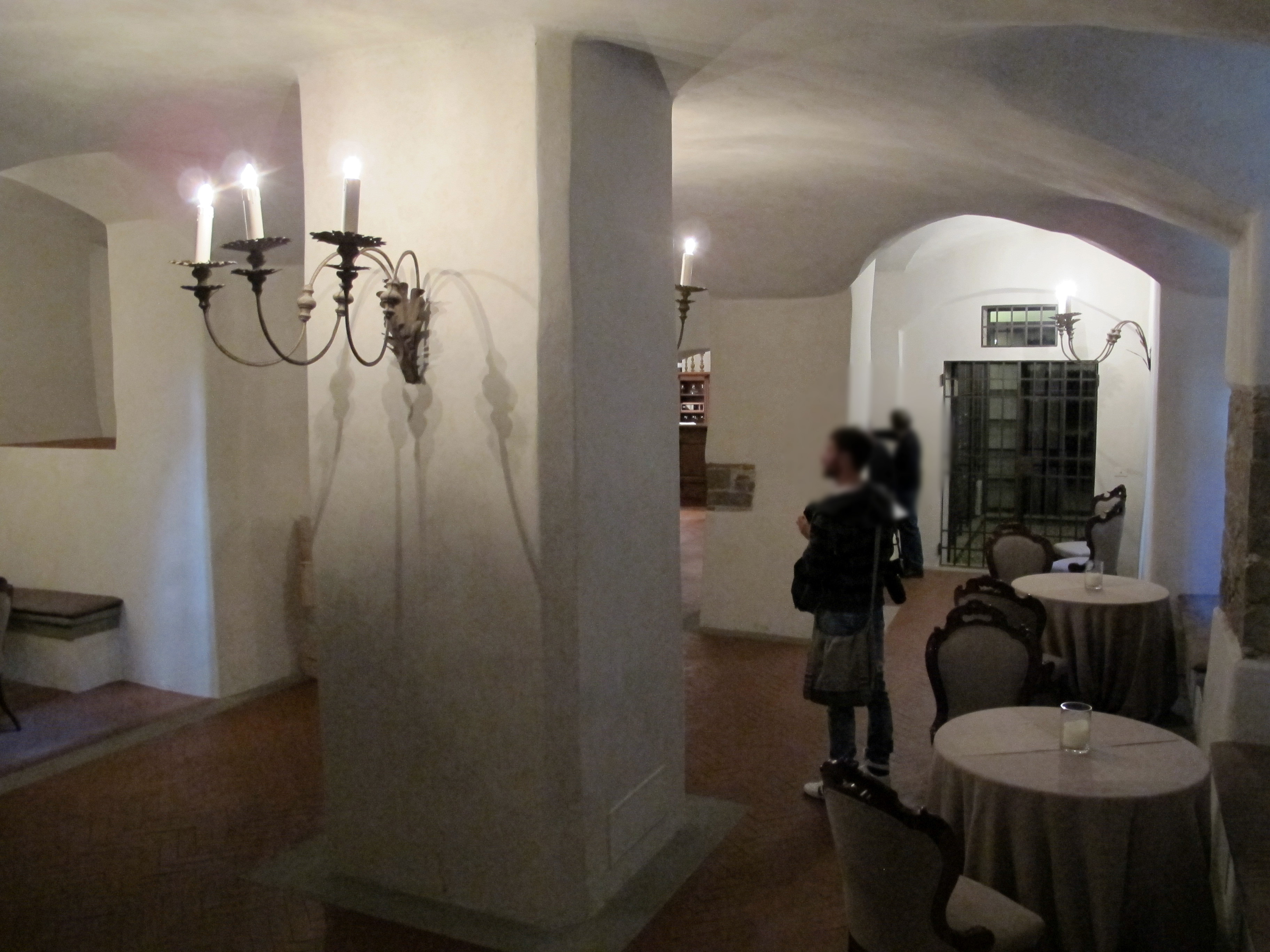
Le cantine

Il terzo piano, ristrutturato nella seconda metà del Novecento, presenta un appartamento che gode dell'altana affacciata su piazza San Firenze e di vari terrazzi su più livelli, su uno dei quali Pietro Porcinai realizzò un notevole giardino pensile.
Nei sotterranei sono state aperte le cantine come enoteca e spazio per la ristorazione.

## Bibliografia

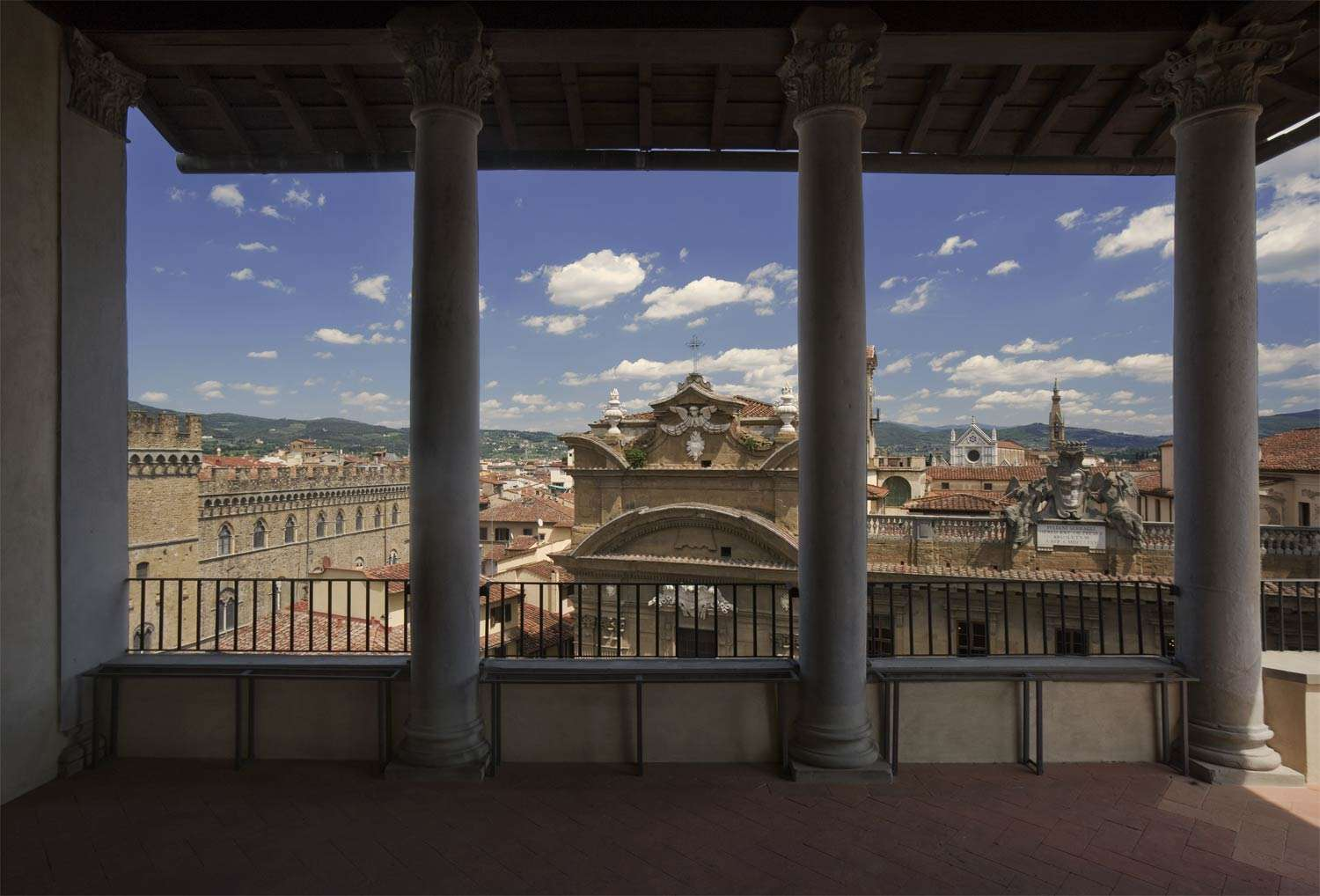
Veduta dall'altana